# Paloma Lázaro
Paloma Lázaro Torres del Molino (Madrid, 28 de septiembre de 1993) es una futbolista española. Juega como delantera en el Napoli de la Serie A de Italia.

## Trayectoria
Durante el mercado de fichajes de 2018-2019, se mudó al extranjero por primera vez, firmando un acuerdo con el Pink Sport Time de la Serie A, para disputar la segunda parte de la temporada. Debutó el 12 de enero de 2019, en la jornada 13, donde anotó un doblete en la victoria por 3-1 ante el Chievo Verona Valpo.
Tras media temporada en el Pink Sport cambia de equipo y se une a la  Fiorentina, club con el que participa no solo en la Serie A, sino también en la Champions League Femenina.
En 2020, fichó con la Roma para la temporada 2020-2021, equipo con el que más tarde levantó la Copa Italia de 2020-21 y la Supercopa de Italia 2022.
El 28 de enero de 2023, Lázaro fue transferida al Parma. El 3 agosto del mismo año, fichó por el Napoli.

## Estadísticas

### Clubes
| Club            | País   | Año             |
| --------------- | ------ | --------------- |
| Rayo Vallecano  | España | 2010 - 2014     |
| Madrid C.F.F.   | España | 2014 - 2015     |
| UDG Tenerife    | España | 2015 - 2019     |
| Pink Sport Time | Italia | 2019            |
| Fiorentina      | Italia | 2019 - 2020     |
| Roma            | Italia | 2020 - 2023     |
| Parma           | Italia | 2023            |
| Napoli          | Italia | 2023 - presente |

### Rendimiento
| Temporada | Edad | Club       | Partidos jugados | Titularidades | Minutos | Goles | Asistencias |
| --------- | ---- | ---------- | ---------------- | ------------- | ------- | ----- | ----------- |
| 2018-19   | 24   | Pink Bari  | 11               | 11            | 977     | 6     | 0           |
| 2019-2020 | 25   | Fiorentina | 10               | 6             | 547     | 4     |             |
| 2020-2021 | 26   | Roma       | 21               | 20            | 1,660   | 8     | 3           |

## Palmarés

### Títulos nacionales
| Título                     | Club           | País   | Año     |
| -------------------------- | -------------- | ------ | ------- |
| Primera División de España | Rayo Vallecano | España | 2010-11 |
| Copa Italia Femenina       | Roma           | Italia | 2020-21 |
| Supercopa de Italia        | Roma           | Italia | 2022    |

### Títulos internacionales
| Título                    | Club   | País  | Año     |
| ------------------------- | ------ | ----- | ------- |
| Campeonato Europeo Sub-17 | España | Suiza | 2009-10 |

(*) Incluyendo la Selección